# Cuore di cane (singolo)
Cuore di cane è un singolo di Fiorella Mannoia. Pubblicato nel 1992, è stato distribuito dalla Sony BMG con etichetta Polydor Records (Catalogo: 853 495-2).

## Tracce
1. Cuore di cane – 6:31 (Francesco De Gregori) – versione radio mix
2. Cuore di cane – 6:20 (Francesco De Gregori)
3. Ascolta l'infinito – 5:29 (Piero Fabrizi ed Enrico Ruggeri)
4. Il cielo d'Irlanda – 4:13 (Massimo Bubola)

Durata totale: 22:33